# Yuka Kobayashi (cyclisme)
Yuka Kobayashi (小林 優香, Kobayashi Yūka), née le 18 janvier 1994 à Tosu, est une coureuse cycliste japonaise. Spécialisée dans les disciplines de sprint sur piste, elle est notamment championne d'Asie du keirin en 2019.

## Biographie
Après s'être essayée au volley-ball, Yūka Kobayashi commence à faire du vélo en 2012 en pratiquant le keirin, sport national au Japon. Elle est diplômée de l'école de keirin en mars 2014. Lors de la finale de la course de remise des diplômes, elle termine troisième, mais a été distinguée en tant que nunméro 1 de sa promotion pour avoir remporté 50 des 58 courses jusqu'à l'obtention du diplôme. 
Le 16 mai 2014, elle fait ses débuts professionnels sur le circuit de keirin sur le vélodrome de Kishiwada et s'impose avec six longueurs de vélo d'avance sur la deuxième Mashimo Ruruko. Elle enchaine avec une séquence de 17 victoires consécutives, qui bat l'ancien record. En septembre 2014, elle est battue pour la première fois qu'après 22 victoires consécutives. De mai 2014 à janvier 2015, elle remporte 50 des 52 courses où elle est alignée. En 2015, elle remporte 24 des 25 courses où elle est au départ et gagne un total d'environ 138 000 euros. 
En 2014, elle participe à ses premiers championnats du monde et se classe dixième de la vitesse par équipes. Le 3 novembre 2015, elle remporte sa 100e course sur le circuit japonais de keirin. En 2016, après un grave accident en course, elle perd 17 kilos, passant de 82 à 65 kg, mais sa taille de cuisse ne diminue que de 68,5 cm à 65 cm. 
Lors de la manche de Coupe du monde de Berlin, elle prend la troisième place du keirin. L'année suivante, elle est championne d'Asie du keirin et championne nationale de vitesse et du keirin. Aux championnats d'Asie en 2020, elle remporte l'argent sur le keirin et le bronze en vitesse. 
En 2021, elle remporte le keirin à Hong Kong lors de la Coupe des nations. En août 2021, elle fait ses débuts aux Jeux olympiques de Tokyo, à domicile. Elle termine 13e de la vitesse individuelle et 16e du keirin.
En 2022, elle quitte l'équipe Dream Seeker Racing et rejoint l'équipe Rakuten K Dreams et annonce viser les Jeux de Paris de 2024.

## Palmarès

### Jeux olympiques
- Tokyo 2020
  - 13e de la vitesse individuelle
  - 16e du keirin

### Championnats du monde
- Cali 2014

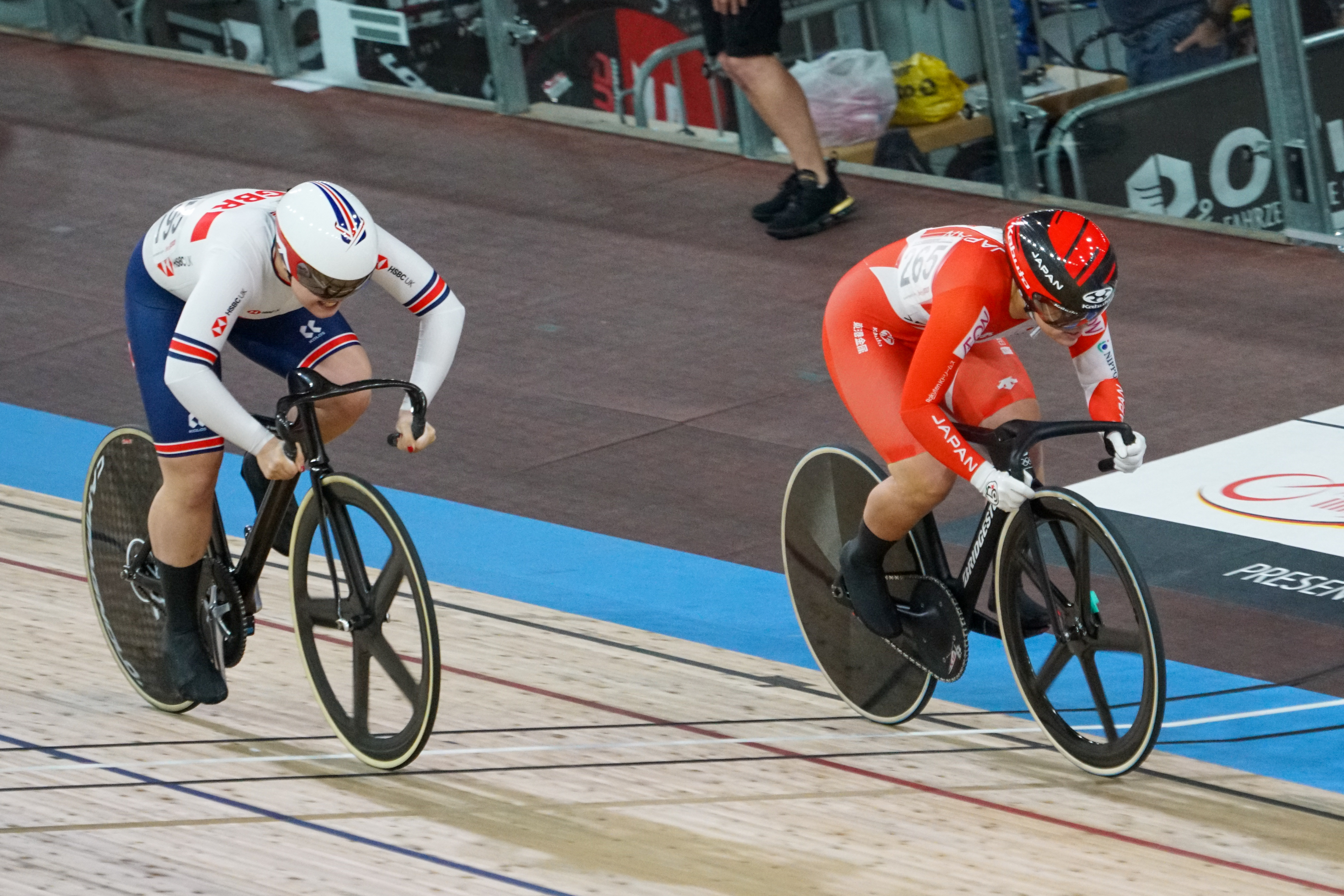
Kobayashi (à droite) lors des mondiaux de Berlin (2020) dans un duel au sprint contre la Britannique Sophie Capewell.

  - 10e de la vitesse par équipes
- Apeldoorn 2018
  - 21e du keirin[3]
  - 22e de la vitesse individuelle (éliminée en seizième de finale)[4]
- Pruszków 2019
  - 13e du keirin (éliminée en quart de finale)[5]
  - 24e de la vitesse individuelle (éliminée en seizième de finale)[6]

### Coupe du monde
- 2018-2019
  - 3e du keirin à Berlin
- 2019-2020
  - 3e du keirin à Hong Kong

### Coupe des nations
- 2021
  - 1re du keirin à Hong Kong
  - 2e de la vitesse à Hong Kong
- 2022
  - 3e du keirin à Milton

### Championnats d'Asie
- Jakarta 2019
  -  Médaillée d'or du keirin
- Jincheon 2020
  -  Médaillée d'argent du keirin
  -  Médaillée de bronze de la vitesse individuelle
- New Delhi 2022
  -  Médaillée d'argent de la vitesse
  -  Médaillée d'argent de la vitesse par équipes

### Championnats nationaux
- Championne du Japon de vitesse par équipes en 2014 et 2021
- Championne du Japon de keirin en 2017, 2019 et 2021
- Championne du Japon de vitesse en 2019